# Рудник Абагайтуй
Рудни́к Абагайту́й — населённый пункт в Забайкальском районе Забайкальского края. Административный центр сельского поселения «Рудник-Абагайтуйское».
Население — 130 чел. (2021).

## География
Расположен в южных предгорьях Аргунского хребта, в 45 км к востоку от районного центра, посёлка Забайкальск, в 2 км от границы с Краснокаменским районом. На восточной окраине населённого пункта находится Абагайтуйское месторождение флюорита.

## История
В 1910 году открыто Абагайтуйское месторождение флюорита. В 1916 году основан посёлок при руднике.

## Население
| 1989 | 2002 | 2010 | 2012 | 2013 | 2014 | 2015 |
| ---- | ---- | ---- | ---- | ---- | ---- | ---- |
| 942  | ↘581 | ↘278 | ↘269 | ↘267 | ↘265 | ↘246 |
| 2016 | 2017 | 2018 | 2019 | 2020 | 2021 |      |
| ↘233 | ↘213 | ↘205 | ↘198 | ↘193 | ↘130 |      |

## Экономика
Рудник «Абагайтуй».

## Инфраструктура
Средняя общеобразовательная школа, детский сад, сельский клуб, библиотека, почтовое отделение, фельдшерско-акушерский пункт.